# Попов, Лавр Валентинович
Лавр Валентинович Попов — советский хозяйственный, государственный и политический деятель, Герой Социалистического Труда.

## Биография
Родился в 1919 году на хуторе Хохлачёв. Окончил 7 классов.
С 1934 года — на хозяйственной, общественной и политической работе. 
Учётчик тракторной бригады, механик в совхозе № 17 Ростовской области.
В октябре 1939 года призван в Красную Армии. Участник советско-финляндской и Великой Отечественной войн, механик-водитель, пулемётчик бронетранспортёра отдельной разведывательной роты 20-й мотострелковой бригады 1-го Украинского фронта.
В 1944 году вступил в ВКП(б).
24 июня 1945 года участвовал в Параде Победы на Красной площади в Москве.
После окончания войны служил в ГСВГ. Демобилизовался Попов из Красной Армии 20 августа 1946 года.
Заместитель председателя артели «Новый путь» в селе Петровское Петровского района Ставропольского края.
С марта 1949-го по август 1953 года был инструктором, заведующим сельскохозяйственным отделом Петровского райкома ВКП(б)/КПСС, вторым секретарём Петровского райкома КПСС, заместитель начальника Петровского производственного управления сельского хозяйства.
В 1956 году с отличием окончил трёхгодичную партийную школу при Ставропольском крайкоме КПСС.
С 1956-го по ноябрь 1958 года Лавр Валентинович секретарь Петровского райкома КПСС. 
С ноября 1958-го по май 1960 года работал директором Петровского училища механизации сельского хозяйства. 
В 1960 году его избрали вторым секретарём Петровского райкома КПСС, а вскоре назначили главным инспектором по закупкам Петровской районной инспекции.
В 1964 году прошёл полный курс заочной Высшей партийной школы при ЦК КПСС.
С 1965 по 1983 год председатель колхоза «Победа» Петровского района Ставропольского края.
Указом Президиума Верховного Совета СССР от 22 февраля 1978 года присвоено звание Героя Социалистического Труда с вручением ордена Ленина и золотой медали «Серп и Молот».
С 1986 года на пенсии. Умер в Светлограде в 1995 году.

## Награды
За участие в боевых действиях старший сержант Лавр Валентинович Попов был награждён орденами Отечественной войны I и II степени, двумя орденами Красной Звезды, медалями, в т. ч. «За отвагу» (19.01.1944), «За оборону Сталинграда», «За освобождение Праги», «За взятие Берлина», знаком «Отличный разведчик».
За трудовые успехи ордена Ленина и Трудового Красного Знамени, завание Героя Социалистического труда (1978).